# Lista de chefes de Estado da África do Sul
A lista de chefes de Estado da África do Sul está relacionada nesta página, vindo desde a fundação do país em 1910 até os dias atuais. O país foi regido por uma monarquia constitucional parlamentarista como um domínio do Império Britânico. A república foi proclamada em 1961 sob o título de Presidente de Estado e em 1994 foi criado o cargo de Presidente da República.

## Monarcas (1910-1961)
| № | Retrato | Nome         | Reinado                | Reinado                            | Casa Real                  | Governadores-gerais |
| № | Retrato | Nome         | Início                 | Mandato                            | Casa Real                  | Governadores-gerais |
| - | ------- | ------------ | ---------------------- | ---------------------------------- | -------------------------- | --- |
| 1 |         | Jorge V      | 31 de maio de 1910     | 20 de janeiro de 1936              | Saxe-Coburgo-Gota/ Windsor | Visconde de Glastone (1910-1914) Conde de Buxton (1914-1920) Artur de Connaught (1920-1924) Alexandre de Teck (1924-1931) Conde de Claredon (1931-1937)        |
| 2 |         | Eduardo VIII | 20 de janeiro de 1936  | 11 de dezembro de 1936 (Renunciou) | Windsor                    | Conde de Claredon (1931-1937) |
| 3 |         | Jorge VI     | 11 de dezembro de 1936 | 6 de fevereiro de 1952             | Windsor                    | Conde de Claredon (1931-1937) Patrick Duncan (1937-1943) Nicolaas Jacobus de Wet (1943-1946) Gideon Brand van Zil (1946-1951) Ernest George Jansen (1951-1959) |
| 4 |         | Isabel II    | 6 de fevereiro de 1952 | 31 de maio de 1961                 | Windsor                    | Ernest George Jansen (1951-1959) Lucas Cornelius Steyen (1959) Charles Robert Swart (1959-1961) Lucas Conrnelius Steyen (1961)                                 |

## Presidentes (1961-presente)
| Nº                                          | Presidente                                  | Presidente                                  | Mandato                                         | Partido                                     | Primeiro-Ministro(s) Vice-presidente                         | Eleição                                     | Referências                                 |
| Presidente de Estado Cerimonial (1961-1984) | Presidente de Estado Cerimonial (1961-1984) | Presidente de Estado Cerimonial (1961-1984) | Presidente de Estado Cerimonial (1961-1984)     | Presidente de Estado Cerimonial (1961-1984) | Presidente de Estado Cerimonial (1961-1984)                  | Presidente de Estado Cerimonial (1961-1984) | Presidente de Estado Cerimonial (1961-1984) |
| ------------------------------------------- | ------------------------------------------- | ------------------------------------------- | ----------------------------------------------- | ------------------------------------------- | ------------------------------------------------------------ | ------------------------------------------- | ------------------------------------------- |
| 1                                           |                                             | Charles Robert Swart                        | 31 de maio de 1961 – 1 de junho de 1967         | Nacional                                    | Verwoerd Vorster                                             | 1961                                        | [ 4 ] [ 5 ] [ 6 ]                           |
| -                                           |                                             | Eben Dönges                                 | Não assumiu por motivos de saúde"               | Nacional                                    | -                                                            | -                                           | [ 7 ]                                       |
| -                                           |                                             | Tom Naudé                                   | 1 de junho de 1967 – 10 de abril de 1968        | Nacional                                    | Vorster                                                      | -                                           | [ 7 ]                                       |
| 2                                           |                                             | Jim Fouché                                  | 10 de abril de 1968 até 9 de abril de 1975      | Nacional                                    | Vorster                                                      | 1968                                        | [ 8 ]                                       |
| -                                           |                                             | Jan de Klerk                                | 9 de abril de 1975 – 19 de abril de 1975        | Nacional                                    | Vorster                                                      | -                                           | [ 9 ]                                       |
| 3                                           |                                             | Nico Diederichs                             | 19 de abril de 1975 – 21 de agosto de 1978      | Nacional                                    | Vorster                                                      | 1975                                        | [ 10 ]                                      |
| -                                           |                                             | Marais Viljoen                              | 21 de agosto de 1978 – 10 de outubro de 1978    | Nacional                                    | Vorster Botha                                                | -                                           | [ 11 ]                                      |
| 4                                           |                                             | John Vorster                                | 10 de outubro de 1978 – 4 de junho de 1979      | Nacional                                    | Botha                                                        | 1978                                        | [ 12 ] [ 13 ]                               |
| 5                                           |                                             | Marais Viljoen                              | 19 de junho de 1978 – 3 de setembro de 1983     | Nacional                                    | Botha                                                        | -                                           | [ 11 ]                                      |
| Presidente Executivo de Estado (1984-1994)  |                                             |                                             |                                                 |                                             |                                                              |                                             |                                             |
| 6                                           |                                             | Pieter Willem Botha                         | 3 de setembro de 1984 – 14 de setembro de 1984  | Nacional                                    | -                                                            | 1984 1987                                   | [ 14 ] [ 14 ]                               |
| -                                           |                                             | Chris Heunis                                | 19 de janeiro de 1989 – 15 de março de 1989     | Nacional                                    | -                                                            | -                                           | [ 9 ]                                       |
| 7                                           |                                             | Frederik Willem de Klerk                    | 15 de março de 1989 – 10 de maio de 1994        | Nacional                                    | -                                                            | 1989                                        | [ 15 ] [ 16 ] [ 17 ]                        |
| Presidente da República (1994-presente)     |                                             |                                             |                                                 |                                             |                                                              |                                             |                                             |
| 1                                           |                                             | Nelson Mandela                              | 10 de maio de 1994 – 16 de junho de 1999        | Congresso Nacional Africano                 | Frederik Willem de Klerk (1994-1996) Thabo Mbeki (1996-1999) | 1994                                        | [ 18 ]                                      |
| 2                                           |                                             | Thabo Mbeki                                 | 25 de setembro de 1999 – 24 de setembro de 2008 | Congresso Nacional Africano                 | Jacob Zuma (2001-2005) Phumzile Mlambo-Ngcuka (2005-2008)    | 1999 2004                                   | [ 19 ] [ 20 ]                               |
| -                                           |                                             | Ivy Matsepe-Casaburri                       | 25 de setembro de 2008                          | Congresso Nacional Africano                 | -                                                            | -                                           | [ 21 ]                                      |
| 3                                           |                                             | Kgalema Motlanthe                           | 25 de setembro de 2008 – 9 de maio de 2009      | Congresso Nacional Africano                 | Baleka Mbete                                                 | 2008                                        | [ 22 ]                                      |
| 4                                           |                                             | Jacob Zuma                                  | 9 de maio de 2009 – 14 de fevereiro de 2018     | Congresso Nacional Africano                 | Kgalema Motlanthe (2009-2014) Cyril Ramaphosa (2014-2018)    | 2009 2014                                   | [ 23 ]                                      |
| 5                                           |                                             | Cyril Ramaphosa                             | 14 de fevereiro de 2018 – presente              | Congresso Nacional Africano                 | David Mabuza                                                 | 2018 2019 2024                              | [ 24 ]                                      |